# Pirassununga
Pirassununga este un oraș în São Paulo (SP), Brazilia.